# Get Your Wings
Get Your Wings ist das zweite Studioalbum der US-amerikanischen Hard-Rock-Band Aerosmith. Es erschien im März 1974 bei Columbia Records.

## Entstehung
Aerosmith nahmen Get Your Wings von Dezember 1973 bis Januar 1974 mit dem Produzenten Jack Douglas in New York City auf. Dies markierte den Beginn der langjährigen und stilprägenden Zusammenarbeit der Band mit Douglas, der als Produzent am Ende für insgesamt sieben Aerosmith-Alben verantwortlich zeichnete. Außerdem wirkte Ray Colcord an der Produktion von Get Your Wings mit.
Mit Same Old Song and Dance, Train Kept A Rollin‘ und S.O.S. (Too Bad) wurden drei Songs aus dem Album als Singles veröffentlicht. Die beiden erstgenannten Titel zählen zu den meistgespielten auf Konzerten der Band.

## Rezeption und Stil
Get Your Wings war zunächst kommerziell nur mäßig erfolgreich und erreichte in den USA lediglich Platz 74 der Billboard-200-Charts. Als Longseller erlangte das Album aber im Jahr 2001 dreifachen Platin-Status. Get Your Wings erhielt überwiegend positive Kritiken und wurde vor allem im Rückblick als klarer Entwicklungsschritt vom eher ungeschliffenen Stil ihres Debütalbums hin zum von einer Mischung Rhythm and Blues und Hardrock geprägten Sound der folgenden Alben betrachtet.

## Titelliste
1. Same Old Song and Dance – 3:53 – (Joe Perry, Steven Tyler)
2. Lord of the Thighs – 4:14 – (Tyler)
3. Spaced – 4:21 – (Perry, Tyler)
4. Woman of the World – 5:49 – (Darren Solomon, Tyler)
5. S.O.S. (Too Bad) – 2:51 – (Tyler)
6. Train Kept A Rollin‘ – 5:33 – (Tiny Bradshaw, Howard Kay, Lois Mann)
7. Seasons of Wither – 5:38 – (Tyler)
8. Pandora’s Box – 5:43 – (Joey Kramer, Tyler)